# Карл Палмер
Карл Палмер (англ. Carl Palmer, повне ім'я — Карл Фредерік Кендалл Палмер, англ. Carl Frederick Kendall Palmer; 20 березня 1950, Бірмінгем, Велика Британія) — барабанщик і перкусіоніст.
Свою музичну кар'єру Карл розпочав у формації Crazy World Of Arthur Brown. Проте 1969 року під час піку популярності рок-музики він залишив Crazy World, щоб разом з Вінсентом Крейном та Ніком Грейємом створити гурт Atomic Rooster. Після запису першого альбому Палмер залишив і цей гурт, поєднавши свої зусилля з Кейтом Емерсоном та Грегом Лейком: так утворилось супер-тріо Emerson, Lake & Palmer. Однак після майже восьмирічної співпраці, записавши 1978 року альбом «Love Beach», музиканти вирушили у прощальне світове турне.
Розпрощавшись зі своїми колегами, Карл вирішив створити власний гурт P.M., до складу якої запросив Тодда Кокрена (Todd Cochran) — клавішні; Баррі Фіннерті (Barry Finnerty) — гітара, вокал; Джона Нітзінгера (John Nitzinger) — гітара, вокал та Еріка Скотта (Erik Scott) — бас, вокал. У травні 1980 року на музичному ринку з'явився єдиний альбом цієї формації, а вже у січні 1981 року Палмер ввійшов до складу чергового супергурту — Asia. 1983 року до Asia ненадовго приєднався і Грег Лейк.
1987 року старі колеги по тріо Emerson, Lake & Palmer вирішили вчергове об'єднати свої зусилля, однак цього разу невдало. Проте Емерсон та Палмер не залишили думки співпрацювати й далі і 1988 року відродили формацію Three, до якої запросили колишнього басиста та вокаліста Hush — Роберта Беррі. Цим складом музиканти записали альбом «То The Power Of Three», після чого знову розійшлися.
1992 року давні приятелі все ж порозумілися і відновили діяльність тріо Emerson, Lake & Palmer, повернувшись на музичний ринок з альбомом «Black Moon». Проте після запису ще двох чергових альбомів тріо знову розпалось.

## Дискографія

### PM
- 1980: 1:PM